# Paulay Ede utca 35.
A Paulay Ede utca 35. (korábban, az 1860-as évektől Szerecsen utca 32., majd 35.) Budapest VI. kerületében, eredetileg Lajta Béla tervei szerint 1908–1909-ben, art déco stílusban, mulatónak épült ház, később színházzá alakult. 1994 óta az előbb Új Színház, majd Újszínház nevű fővárosi színház működik benne.

## Jellemzői
A színház épülete Budapest Szívében, az Opera és a volt Balettintézet szomszédságában áll.
Nézőtere három fő részből állt: a földszinti, asztalokkal és székekkel berendezett kő- és faburkolatos nagyteremből, egy emeleti télikertből és egy keskeny karzatból.
A nagyterem oldalfalaihoz hasonlóan homlokzatát is szürke márványburkolat fedte, a bejárati kapuk anyaga alumínium és rézlemez burkolat, az attika kerubfigurái vörösrézből domborítottak és részben aranyozottak.
Az épület hosszúkás, 11 méter belmagasságú, 330 fős nézőtérrel. Az emeleten a kabaré-előadásoknak kialakított pódium kapott helyet. Kívül a geometrikusan stilizált, leegyszerűsített formák, az exkluzivitást sugalló, gazdag anyaghasználat és a keleties összhatás már az 1920-as évek art déco stílusát előlegezi.
A 6. kerületi, Paulay Ede utca 35. szám alatti épület Lajta Béla tervei alapján épült 1908–1909-ben. Első célja a tervleírás alapján: „művészi táncok bemutatása, a tánc művészetének nemesebb értelemben való kultiválása, a hatodik művészetnek minálunk is az őt megillető magaslatra való emelése” volt. A városligeti Ős-Budavára szórakozónegyed korábbi bérlője, Friedmann Adolf felesége, Schwarz Amália úrnő nevén építtette a Szerecsen utca 35. szám alatt. A Parisiana Orfeum 1909. február 13-án nyithatta meg kapuit. Az első nagyobb változtatásokra Vágó László tervei alapján 1921-ben került sor. Ekkor már a színházi igényeknek megfelelő belső térrendszer alakult ki. A falakra-mennyezetekre színekben bővelkedő neoempire-neobarokk díszítés került. Az ötvenes-hatvanas években előbb Cléve Ervin, Vági Oszkár, majd P. Müller Éva tervei szerint a szocreál ízléshez igazították a homlokzatot. 1962-ben felkerült az épületre Budapest első függönyfala: eltüntették a pártázatot, sárga–kék üveglapokból álló szerkezettel takarták el az egész homlokzatot, a bejáratra pedig fémszerkezetet került. 1988–1991 között az épületet átalakították, a nagyszínpad mellett kialakítottak egy kamaratermet is. 1989-ben Kőnig Tamás és Wagner Péter, Dávid Ferenc művészettörténész segítségével rekonstruálta az 1909-es Lajta-homlokzatot.
Intézmények, társulatok az épületben
Szerecsen utca
- 1909. Parisiana Mulató
- 1909. Liberté mulató (Liberté kinematograf- és varietészínház)
- 1910. Friedmann Orfeum
- 1910–1911. Wertheimer Orfeum
- 1911. Friedmann Orfeum
- 1912–1915. Wertheimer Mulató
- 1915–1919. Kristálypalota
- 1919–1921. Revü Színház
- 1924–1933: Blaha Lujza Színház, 1924 őszén nyitotta meg kapuit Emőd Tamás vezetésével[7]

1921–1925: Blaha Lujza Színház
1925–1932: Nemzeti Színház Kamaraszínháza
- 1932–1937: Kamara Színház
- 1937-1944: az Andrássy úti Színház a Magyar Színház kamaraszínháza működött az épületben közös társulattal és vezetés alatt. Ezek tagjai közé tartozott Törzs Jenő, Titkos Ilona, Bilicsi Tivadar, Fónay Márta, Aczél Ilona, Kabos Gyula, Somlay Artúr, Sennyei Vera, Makay Margit. 1944 karácsonya előtt tartották az utolsó előadást.[8]

Paulay Ede utca
- 1945–1949: Művész Színház, mely társulatát Szabad Színház néven Várkonyi Zoltán kezdte el szervezni. Társulatában játszott: Tolnay Klári, Sennyei Vera, Darvas Iván, Pécsi Sándor, Bárdy György, Apor Noémi, Fónay Márta, Komlós Juci, Pataky Miklós, Zách János, Kiss Manyi, Szabó Sándor, Mednyánszky Ági, Ráday Imre, Földényi László, Uray Tivadar, Bulla Elma. 1949-ben államosították, a társulatot „szétosztották”.[9]

1948. február 20-án kezdte meg működését a Művész Színház emeleti helyiségében, a hajdani Párisién Grill helyén az MNDSZ, azaz a Magyar Nők Demokratikus Szövetsége által kezdeményezett „első” hivatásos állandó bábszínház, a Mesebarlang Bábszínház (bár nem ez volt az első ilyen kezdeményezés, Rév István Árpád 1941-től négy éven át magántőkéből működtette a Podmaniczky utca 8. alatt a Nemzeti Bábszínjátékot). 1949-ben kétszer is államosították, ekkor kapta az Állami Bábszínház nevet, és a Paulay Ede utcából az Andrássy út 69. szám alatti helyiségbe került a társulat, akkor a Képzőművészeti Főiskola alagsorába.
- 1949–1952: az Úttörő Színház a 14 éven aluli gyerekközönséget célozta meg, hogy megismerjék a színházat, és a kornak megfelelő politikai és erkölcsi nevelést nyújtson. Igazgatója Fábri Zoltán volt. 1952-ig működött önállóan.[11]

1952–1954: Ifjúsági Színház Kamaraszínházaként 1952-ben egyesítették a Nagymező utcai Ifjúsági Színházzal. 1954-től felvette a Petőfi Színház nevet.
1954–1956: Jókai Színház néven a Petőfi Színház kamaraszínháza, társszínháza.
1956–1963: továbbra is Jókai Színház, de 1956-ban az ifjúsági jelleg megszűnt, és szervezeti összetartozása is a Petőfi Színházzal véget ért. 1960-ban ugyanezen a néven egy új drámai színházat hoztak létre Keres Emil vezetésével, amely a Petőfi Színház jogutódja lett.
1963–1971: Thália Színház névre 1963-ban nevezték át a Jókai Színház társulatát, mely 1971-ben költözött át a Nagymező utcai épületbe.
- 1972–1974: Bartók Gyermekszínház Duka Margit vezetésével 1961-ben alakult a 6-14 éves korosztály számára. 1972-ben költözött önálló épületbe, 1974-től Budapesti Gyermekszínház néven játszott.[14]

1974–1985: Budapesti Gyermekszínház a kisgyermekeknek, és középiskolás korosztálynak tartott előadásokat a magyar és a világirodalom klasszikusai mellett musicalek és kortárs magyar szerzők darabjaival. 1985-től Arany János Színház.
1985–1994: Arany János Színház a Budapesti Gyermekszínház társulatából szerveződik újjá. Igazgatói Keleti István, és Meczner János. A színház szervezésében színészképző stúdió is működött. A 6–14 közötti korosztály számára tartották előadásaikat (a mesejátékok mellett a világirodalom klasszikusaival).
1994-től: Új Színház – megnevezése 2012-től Újszínház

## Képtár

Az Újszínház épülete
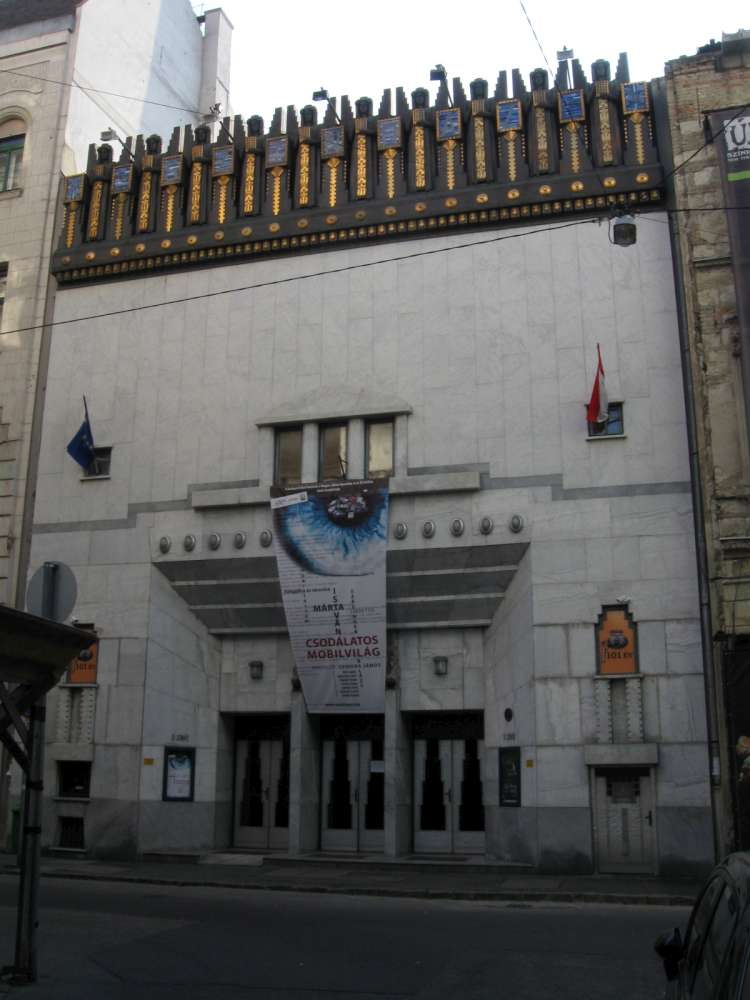
Az épület frontoldala
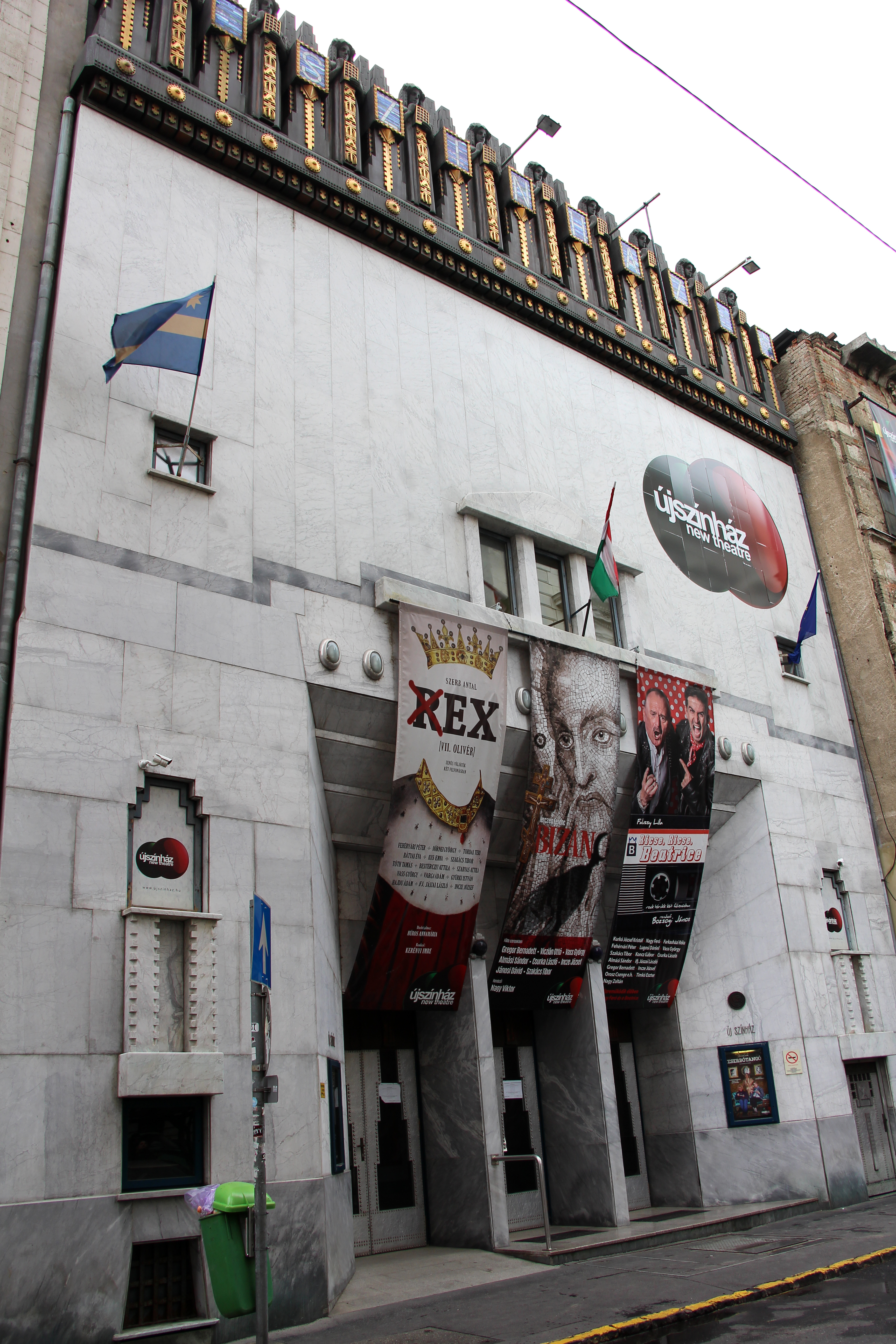
Az épület frontoldala
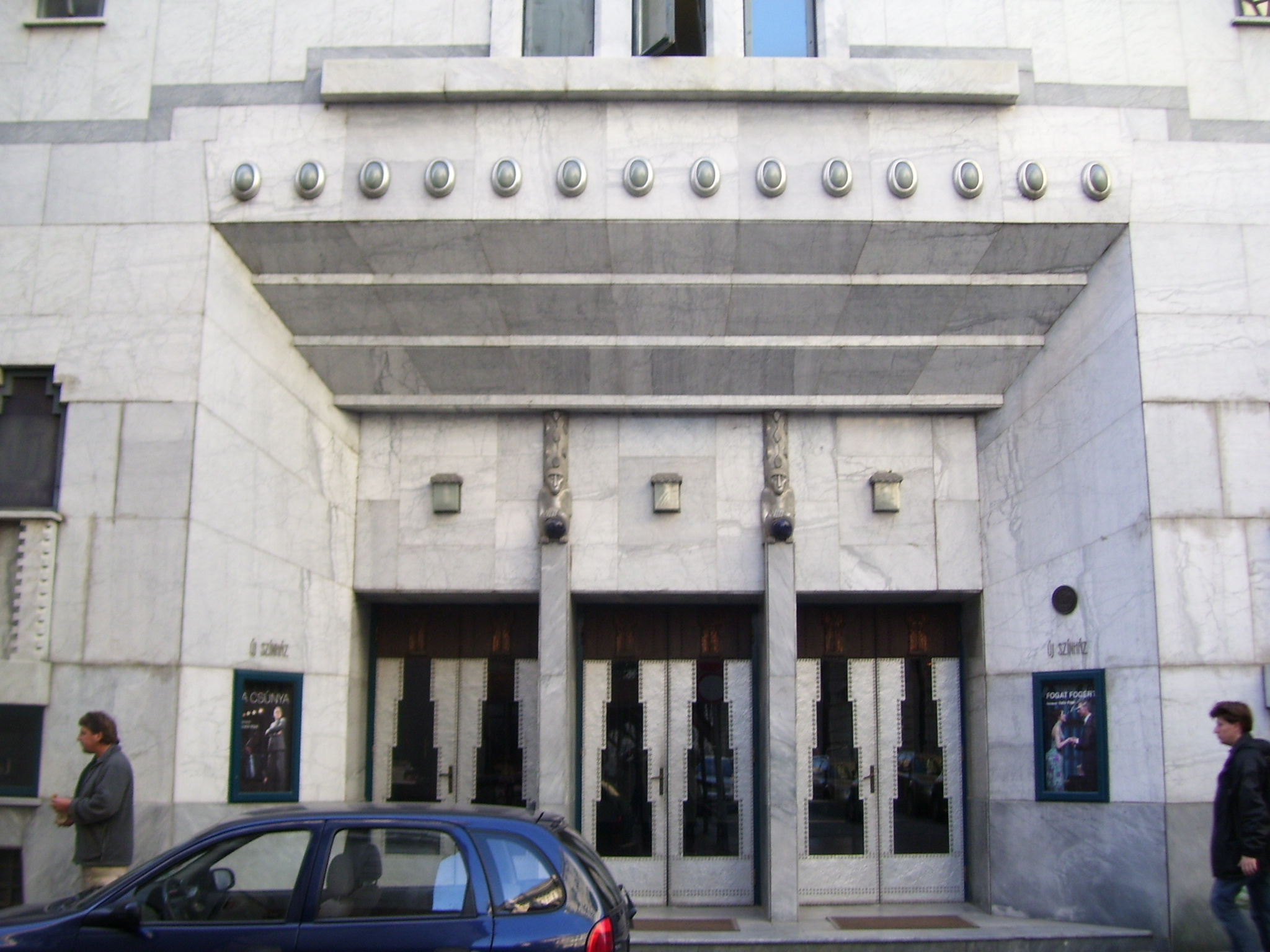
Az épület bejárata
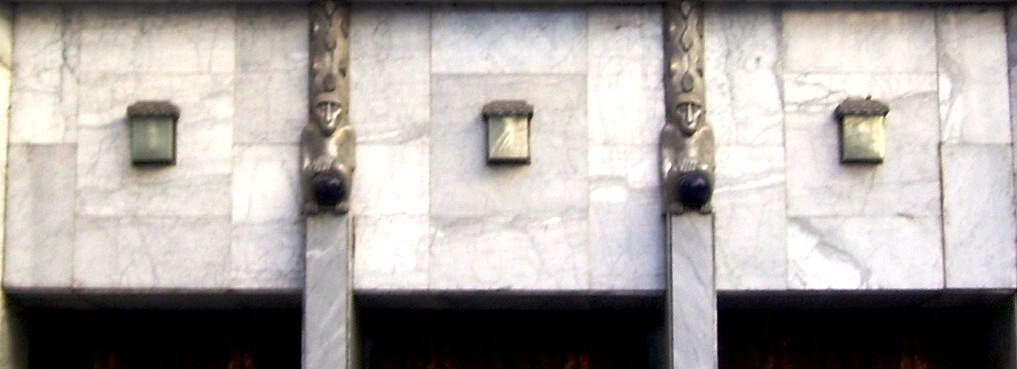
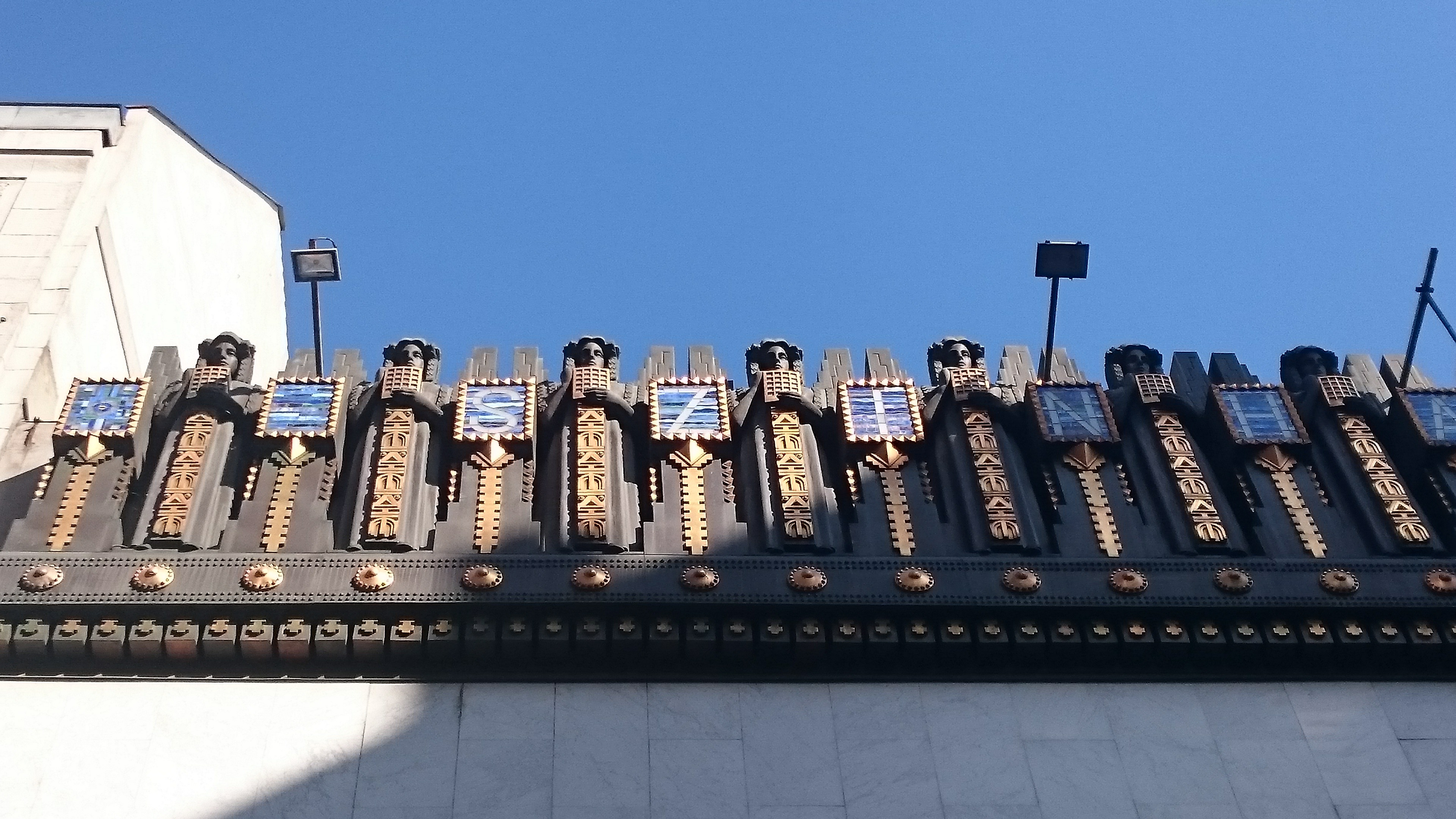
Az épület frontoldalát díszítő attika
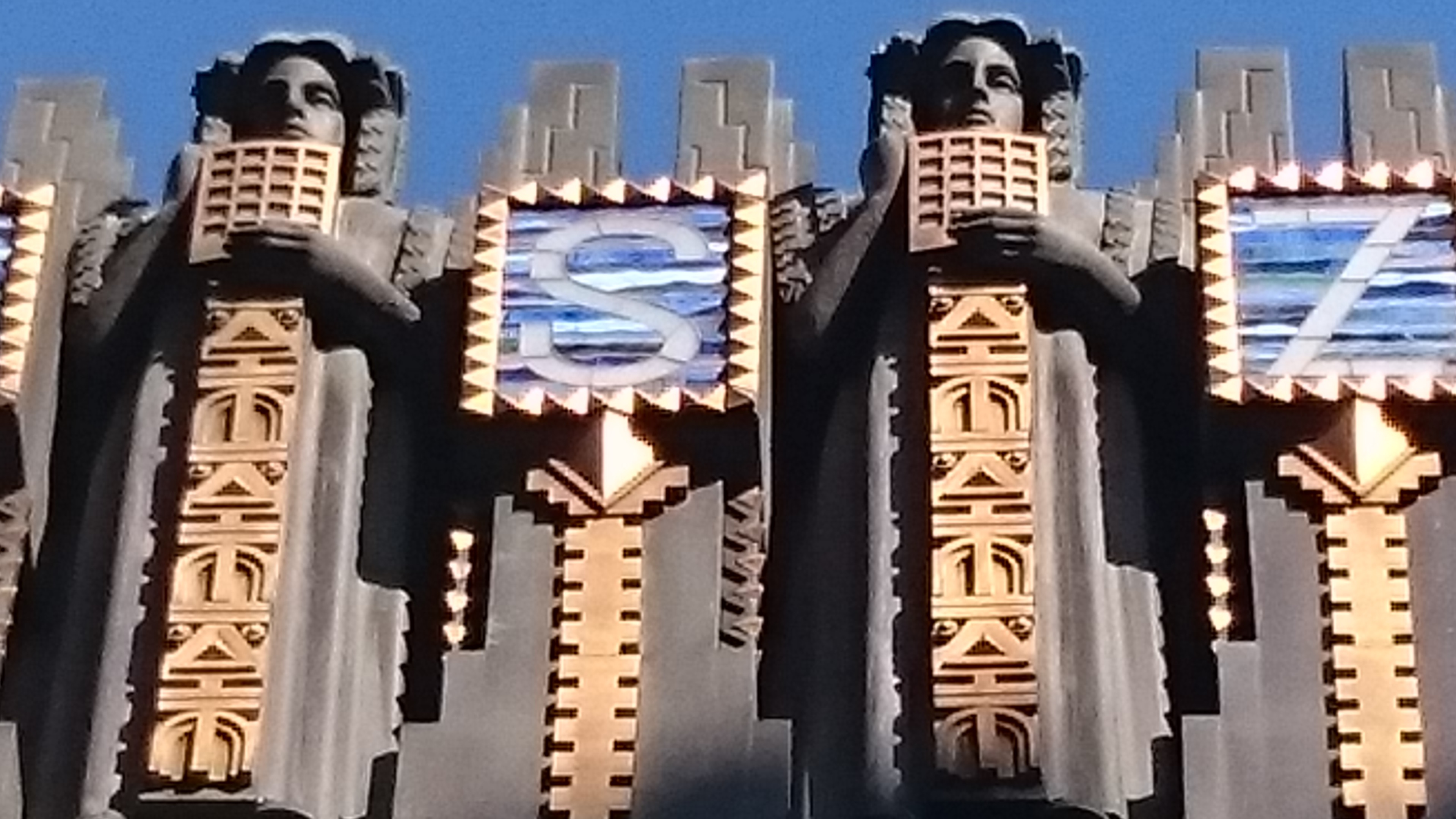
Az attika kerubfigurái